# Zülfüqar Hacıbəyov
Zülfüqar Əbdülhüseyn oğlu Hacıbəyov (auch Zülfüqar Hacıbəyov, russisch Зульфугар Абдул-Гусейн оглы Гаджибеков; * 17. April 1884 in Şuşa, Russisches Kaiserreich; † 30. Oktober 1950) war ein aserbaidschanischer Komponist.

## Leben und Werk
Zülfüqar Hacıbəyov wuchs in seiner Geburtsstadt Şuşa auf und wurde dort schon früh vom dortigen Musikleben beeinflusst. Er nahm an Musikfesten in der Stadt teil und lernte die dortige Volksmusik kennen. Er wuchs mit seinem Bruder, dem aserbaidschanischen Komponisten Üzeyir Hacıbəyov auf. An der Aufführung dessen Oper Leyli va Madschnun, der ersten aserbaidschanischen Oper, war er beteiligt und dies inspirierte ihn, eigene Opern zu schreiben.  Es folgten die musikalischen Komödien, Operetten, 50 yaşında cavan, 1910, Varlı, 1911, und Evliykən subay, 1916. 50 yaşında cavan gilt als erste aserbaidschanische Operette. Die Uraufführung fand im April 1911 in Tiflis statt. Es folgten Aufführungen in Baku, Naxçıvan, Jerewan und Şuşa. 1932 schrieb er das sinfonische Stück Kölə qadınların rəqsi. Seine Oper Aşıq Qərib aus dem Jahr 1915 war eine der ersten aserbaidschanischen Opern. Hier gelang ihm die Synthese der aserbaidschanischen Volksmusik mit der europäischen Musik. Sie ist eine seiner bekanntesten Werke und basiert auf einem aserbaidschanischen Volksmärchen. 1978 wurde sie beim Label Melodija in einer Aufnahme unter der Leitung seines Sohnes Niyazi Hacıbəyov veröffentlicht. Zülfüqar Hacıbəyov schrieb auch eine Reihe von Kantaten. Sie hat seit vielen Jahren ihren festen Platz im Repertoire des Aserbaidschanischen Staatlichen Akademischen Opern- und Balletthauses. 1935 schrieb gemeinsam mit seinem Sohn Niyazi die Musik zum Film Almaz [Diamant], dem ersten aserbaidschanischen Tonfilm. Die beiden Opern Nüşabə und Üç aşıq sind unvollendet. 1943 wurde ihm der Ehrentitel Verdienter Künstler der Asserbaidschanischen Sozialistischen Sowjetrepublik verliehen. Zülfüqar Hacıbəyov sammelte aserbaidschanische Volksmusik. In diesem Zusammenhang hat er rund 150 Volkslieder gesammelt und aufgezeichnet. Er hatte verschiedene Positionen unter anderem im Rundfunkkomitee, im Palast der Roten Armee, der heutigen Philharmonie, und in verschiedenen Theatern und anderen Konzertorganisationen inne. Nach seinem Tod am 30. Oktober 1950 wurde er auf dem Ehrenfriedhof Fəxri Xiyaban in Baku bestattet. Sein Haus in Şuşa wurde als historisches Denkmal von staatlicher Bedeutung eingestuft.

## Werke (Auswahl)

### Musikalische Komödien
- Əlli yaşında cavan
- On bir yaşlı arvad
- Evliykən subay

### Opern
- Aşıq Qərib, 1915
- Nüşabə. Text: Abdulla Şaiq
- Üç aşiq və ya Məlikməmməd (unvollendet)

### Instrumentalmusik
- Cəngi
- Kölə qadınların rəqsi, 1932